# 원양루역
원양루역(중국어: 温阳路站)은 중국 베이징시 하이뎬구 쑤자투오 지구 시샤오잉 마을과 원양 지구 가오리장 마을 경계의 베이칭로·원양로 교차로에 위치한 베이징 지하철 16호선의 지하철역이다. 2016년 12월 31일에 개통하였다.

## 역 구조
이 역의 대합실과 승강장의 메인 색상은 베이지색이고, 기둥 하단은 청동색으로 장식된 스타일은 16호선 북부역의 다른 역과 일치한다.
이 역은 베이칭로(동서 방향)와 원양로(남북 방향)의 교차점에 위치하며, 복층 구조, 2기둥, 3경간 1면 2선의 섬식 승강장 역이다. 동서 방향의 총 길이는 299.9m, 폭은 21.1m이며, 본관 면적은 13,360㎡이다. 역에는 총 3개의 출입구, 1개의 대피 통로, 2세트의 풍정이 있다.

### 층별 구조
| 지면층             | 출입구                          | B-D출입구                                       |
| 지하 1층 대합실 층 | 대합실                          | 고객센터, 자동 발권기, 보안 검색대, 출입 게이트 |
| 지하 2층 승강장    | ←                               | ■ 16호선 베이안허 방면 (시·종착역)              |
| 지하 2층 승강장    | 섬식 승강장, 왼쪽 출입문이 열림 |                                                 |
| 지하 2층 승강장    | →                               | ■ 16호선 완핑청 방면 (다오샹후루)               |

### 대합실
이 역의 대합실은 지하 1층에 위치하고 있으며, 유료 구역은 대합실 북쪽에 위치한다. 승객이 승강장으로 이동할 수 있도록 대합실 유료 구역에는 여러 세트의 에스컬레이터와 계단이 있다. 승강장으로 연결되는 엘리베이터는 대합실 중앙에 있다. 대합실 유료 구역에는 ATM, 자동 판매기 등의 시설도 있다.

### 승강장
이 역에는 베이칭로 북쪽 지하에 1면 2선 섬식 승강장이 있다. 승강장 전체에는 밀폐형 스크린도어가 설치되어 있다. 승강장 중앙에는 대합실로 이어지는 직선 계단이 있고, 승강장 동쪽 끝에는 계단 2개와 에스컬레이터 6개가 존재한다.

승강장 전경(완핑청 방향) (2017년 5월 촬영)

## 출입구
이 역은 교차로의 북동쪽, 남동쪽, 남서쪽에 각각 B, C, D로 번호가 매겨진 출입구가 있다. 2개의 출입구 B와 D에는 엘리베이터가 있다. 2016년 12월 31일 베이칭로 남쪽의 C, D 출구가 이 역과 함께 개통되었고, 베이칭로 북쪽의 B출입구는  2017년 4월 29일까지 이 역과 동시에 개통되지 않았다. 이 역의 각 출입구에는 에스컬레이터가 2개씩 있으며, 각 출입구에는 주변의 건물 및 시설 목록을 보여주는 간판이 존재한다.
|                         |                  |                                                          |      |             |
| 출구                    | 지시             | 출구 인근                                                | 사진 | 무장애 시설 |
| 出口 · B                | 원양로(温阳路)   | 원양로(温阳路) 동측, 쑤자투오 초등학교(苏家坨小学)       |      |             |
| 出口 · C                | 베이칭로(北清路) | 베이칭로(北清路) 남측, 중관춘학원2분원(中关村学院二分院) |      | 빈칸        |
| 出口 · D                | 베이칭로(北清路) | 베이칭로(北清路) 남측                                    |      |             |
| 아이콘 설명: 엘리베이터 |                  |                                                          |      |             |

## 이용 상황
16호선 개통 이후 이 역의 승하차량은 16호선 북부역들 중 상대적으로 높은 수준이다. 개통 첫 주 일일 평균 승하차량은 9,500명에 달하여 9,700명인 마롄와역에 이어 두 번째로 많다. 2017년 춘절 연휴 기간 동안 이 역의 일일 평균 승하차량은 3,500명이었지만 여전히 16호선 역 중에서는 상대적으로 높은 수준을 유지했다. 동년 봉헌일과 노동절 연휴 기간 동안 이 역의 일평균 승하차량도 16호선 역 중 높은 수준이었다.

## 연결 교통
역 동쪽에는 베이칭로(北清路), 남쪽에는 원양로(温阳路)에 양방향 버스 정류장이 있으며, 두 정류장 모두 가오리장(高里掌)으로 명명되어 원양 타운(温泉镇), 쑤자투오 타운(苏家坨镇), 양팡 타운(阳坊镇) 및 기타 장소로 이동 가능하다. 또한, 이 역의 3개 출입구에는 자전거 주차장이 마련되어 있다.

## 역사
산허우선(山后线) 개통 전 초기 계획에서는 이 역의 이름을 "가오리장역(高里掌站)"으로 결정했다. 2011년에 "원양루역"으로 변경된 후 초기에는 고가역으로 계획되었다. 2013년 지하역으로 조정된 후 2014년 3월 착공하여 2016년 4월 28일 준공, 2016년 5월 13일 본관 분기사업 승인을 통과했다. 2016년 12월 31일 이 역이 개통되었을 당시에는 C, D 출입구만 개방되어 있었고, 2017년 4월 29일에는 B출입구가 개장되었다.